# 克尔恩 (柏林)
克尔恩（德語：Cölln）是德國的一個歷史城市，在13世紀時曾和柏林構成姊妹城。現在克尔恩已經完全成為柏林市中心的一個地區。克尔恩的最北端是博物館島，南端則是渔夫岛。
 维基共享资源上的相關多媒體資源：克尔恩